# 萬良
萬良，字純齋，號心田，清朝翰林。江西省南昌府新建縣人。同進士出身。

## 生平
萬良於道光元年（1821年）辛巳恩科鄉試中舉人，道光二十七年（1847年）方考中丁未科張之萬榜三甲進士，選庶吉士。曾主江西經訓書院講席。